# 黒川村 (新潟県中頸城郡)
黒川村（くろかわむら）は、新潟県中頸城郡にあった村。1955年3月1日に合併して柿崎町となった。現在は上越市の一部。

## 歴史
- 1889年（明治22年）4月1日 - 町村制施行に伴い中頸城郡黒川村が成立する。
- 1955年（昭和30年）3月1日 - 柿崎町，下黒川村，黒岩村と合併し柿崎町となる。